# حدث رياضي صديق للبيئة
يعني مصطلح حدث رياضي صديق للبيئة أي حدث رياضي يؤكد على أهمية استغلال موارد أكثر صداقة للبيئة. يستطيع الجماهير القيام بالدور المنوط بهم من خلال استقلال المواصلات العامة للذهاب إلى الحدث. يزداد وعي الأفراد بعدة أشياء، مثل استخدام منتجات ورقية وأسمدة ومبيدات آفات صديقة للبيئة.

## أماكن الألعاب الرياضية الصديقة للبيئة

### تارجت سنتر
يمتلك مركز تارجت سنتر معقل فريق ذئاب غابات مينيسوتا (دوري NBA) خامس أكبر سقف صديق للبيئة، وبه أول مضمار مزود بسطح صديق للبيئة. فهذا السطح يعمل على تجميع مياه الأمطار وتنظيم درجات الحرارة في كل من فصلي الصيف والشتاء. وقد قام هذا السطح بتجميع ما يقرب من مليون جالون من مياه المطر وتحويل مسارها لتصب في نهر المسيسيبي. وكذلك في قمة السطح هناك أنواع مختلفة من النباتات مثل برايري كوريوبسيس والفراولة البرية والنجم المتوهج المنقط ونبات الترمس.

### عطاء دورة الألعاب الأولمبية طوكيو 2016
لن تستضيف :طوكيو دورة الألعاب الأولمبية لعام 2016 ولكن هذه المدينة كانت مرشحة لنيل هذا الشرف. وقالوا إنهم إذا كانوا سيستضيفون الدورة لكانوا سينظمون أول دورة ألعاب خالية من الكربون. وكانت هناك مدينة صناعية تدعى سي فورست بعيدًا عن طوكيو كان من المزمع أن تصبح موقعًا للمسابقات الأولمبية عبر البلاد والتجديف، زورق التجديف، الكاياك ودراجات الجبال وسباحة الدراجات الحرة. كما كانوا يعتزمون زراعة مليون شجرة على هذه الجزيرة بحلول عام 2016. وكان قائد فرقة يو تو المغني بونو واحدًا من أول الأشخاص الذين قاموا بزراعة شجرة على هذه الجزيرة. وخلال هذه المرحلة الرئيسية للزراعة شارك أيضًا الحاكم السابق لمدينة طوكيو هيديو سوجاوارا والحائز على ميدالية السباحة في دورة الألعاب الأولمبية بكين 2008 جونيتشي مياشيتا والآلاف من داعمي مبادرة طوكيو 2016 الصديقة للبيئة. وكانت خطة مدينة طوكيو الخالية من الكربون تتمثل في استخدام الطاقة الشمسية والرياح وغيرها من مصادر الطاقة المتجددة. وكانوا يجدون من يساعدهم من العمال أينما ذهبوا حول الاستاد. وكذلك تتضمن خطة طوكيو 2016 المركبات عديمة الانبعاثات أو منخفضة الانبعاثات.

### مركز الخطوط الجوية الأمريكية
تم منح مركز الخطوط الجوية الأمريكية معقل فريق ميامي هيت (دوري NBA) لقب شهادة LEED من أجل عمليات المباني الحالية: والصيانة بواسطة المجلس الأمريكي للمباني صديقة البيئة (USGBC)، وهو واحد من أول جهتين تحصلان على هذه الجائزة. وقد حاز المركز على الجائزة في نفس اليوم الذي حصلت عليها فيه ساحة فيلبس بمدينة أطلانطا. وقد التزم هذا المركز بتوفير الطاقة والحفاظ على المياه. وهم يرغبون في أن يتمكنوا من قيادة المواقع الرياضية الأخرى في أن تصبح أكثر «صداقة للبيئة» أيضًا.